# محمد زقیر
محمد زقیر (انگلیسی: Mohamed Zguir؛ زادهٔ ۴ فوریهٔ ۱۹۳۶) بازیکن فوتبال اهل تونس بود.
از باشگاه‌هایی که در آن بازی کرده‌است می‌توان به باشگاه فوتبال الملعب تونس اشاره کرد.
وی همچنین در تیم ملی فوتبال تونس بازی کرده‌است.